# Muhammet Emin Tan
Muhammet Emin Tan (ur. 20 lipca 1992) – turecki lekkoatleta specjalizujący się w biegach długich.
W 2009 startował biegu na 3000 metrów podczas mistrzostw świata juniorów młodszych oraz zajął czwartą lokatę w biegu na 2000 metrów z przeszkodami na olimpijskim festiwalu młodzieży Europy. Wicemistrz Europy juniorów w biegu na 3000 metrów z przeszkodami z 2011. Złoty medalista mistrzostw Turcji oraz uczestnik klubowego pucharu Europy juniorów.
Rekord życiowy: bieg na 3000 m z przeszkodami – 8:46,43 (9 lipca 2011, Izmir); jest to rekord Turcji w kategorii juniorów.

## Osiągnięcia
| Rok  | Impreza                                    | Miejsce          | Konkurencja                   | Pozycja     | Wynik   |
| ---- | ------------------------------------------ | ---------------- | ----------------------------- | ----------- | ------- |
| 2009 | Mistrzostwa świata juniorów młodszych      | Tyrol Południowy | bieg na 3000 m                | eliminacje  | DNF     |
| 2009 | Olimpijski letni festiwal młodzieży Europy | Tampere          | bieg na 2000 m z przeszkodami | 4. miejsce  | 5:54,84 |
| 2009 | Gimnazjada                                 | Doha             | bieg na 2000 m z przeszkodami | 5. miejsce  | 6:00,06 |
| 2011 | Mistrzostwa Europy juniorów                | Tallinn          | bieg na 3000 m z przeszkodami | 2. miejsce  | 8:46,74 |
| 2011 | Mistrzostwa Europy w biegach na przełaj    | Velenje          | bieg juniorów                 | 15. miejsce | 18:21   |
| 2013 | Młodzieżowe mistrzostwa Europy             | Tampere          | bieg na 3000 m z przeszkodami | eliminacje  | 9:04,21 |